# Ptilophorus dufouri
Ptilophorus dufouri ist ein Käfer aus der Familie der Fächerkäfer,  die in Europa lediglich mit fünfzehn Arten vertreten ist. Ptilophorus dufouri ist hier die einzige Art der Gattung Ptilophorus und diese die einzige Gattung der Unterfamilie Ptilophorinae.
Der Artname dufouri ehrt den französischen Arzt und Naturforscher Léon Dufour. Der Gattungsname Ptilophorus ist von altgr. πτίλον "ptílon" für "Flaumfeder" und φορός "phorós" für "tragend" abgeleitet.

## Merkmale des Käfers
Der schwarze bis pechbraune längliche Käfer ist dicht hellgrau oder gelbgrau länglich behaart und erscheint deswegen mehr oder weniger hell. Er wird vier bis knapp zehn Millimeter lang. Er verschmälert sich nach hinten bei den Weibchen wenig, bei den Männchen deutlich.
Die Stirn ist beim Männchen eingedrückt und braun behaart, beim Weibchen in der Mitte glatt. Beim Weibchen sind die elfgliedrigen Fühler schwach gesägt. Beim Männchen ist das dritte Fühlerglied nach vorn dornartig erweitert, die folgenden acht Glieder haben nach vorn lange lamellenförmige Anhängsel, die einen Wedel bilden. Er kann fächerartig gespreizt werden.  Die Augen sind stark ausgerandet, fast zweigeteilt. Der Oberkiefer endet sichelförmig und weist davor einen Zahn auf. Der viergliedrige  Kiefertaster hat wie der dreigliedrige Lippentaster ein spindelförmiges Endglied.
Der glockenförmige Halsschild hat deutlich ausgezogene Hinterecken. Vor der Basis der Flügeldecken ist er eingebuchtet. Er hat eine eher undeutliche Längsrinne.
Die meist braunen Flügeldecken sind fein runzelig punktiert. Sie bedecken den Hinterleib völlig, klaffen nicht und sind am Ende gemeinsam verrundet. Sie tragen mehrere flache Längskiele. Das Schildchen ist schwarz.
Die Tarsen der ersten beiden Beinpaare sind fünfgliedrig, die der Hinterbeine haben nur vier Glieder (Tarsenformel 5-5-4). Die Schienen tragen zwei Enddornen. Die Klauen sind dicht gekämmt.

## Biologie
In Spanien erscheinen die Imagines von März bis Juni mit einem deutlichen Maximum im April. Sie sind tagaktiv. Die Männchen schwärmen relativ langsam dicht über dem Boden. Sie werden sowohl aus Gegenden mit Baumbewuchs als auch aus Trockengebieten mit wenig Bewuchs gemeldet. Die Art ist also bezüglich des Biotops nicht anspruchsvoll. Über die Fortpflanzungsbiologie ist so gut wie nichts bekannt. Über die bekannteren Arten der Familie wird berichtet, dass wie bei den verwandten Ölkäfern das erste Larvenstadium beweglich ist, die folgenden parasitisch leben. Bei Ptilophorus dufuri wird als Wirt ein Hautflügler vermutet, nach einer älteren Quelle lebt die Larve vermutlich in den Bohrgängen von Nagekäfern in Nadelhölzern.

## Verbreitung
Das Vorkommen der Art ist innerhalb Europas auf Südeuropa und das südliche Mitteleuropa beschränkt. Außerdem wird der Käfer in Nordafrika gefunden. Nach Osten erstreckt sich das Verbreitungsgebiet bis nach Armenien und den Kaukasus.